# NGC 1191
NGC 1191 is een elliptisch sterrenstelsel in het sterrenbeeld Eridanus. Het hemelobject werd in 1886 ontdekt door de Amerikaanse astronoom Francis Preserved Leavenworth.

## Synoniemen
- PGC 11514
- MCG -3-8-64
- HCG 22D
- NPM1G -15.0164